# Glenn Sankatsing
Glenn Sankatsing is een Surinaams oud-politicus en onderwijsdirecteur. Ten tijde van het militaire dictatuur, van 1982 tot 1984, was hij minister voor ministeries in de kabinetten Neijhorst en Alibux. Aan het eind van de jaren 1990 vertrok hij naar Aruba, waar hij directeur werd van een opleidingsinstituut.

## Biografie
Glenn Sankatsing slaagde met de titel van Doctorandus in sociologie aan de Radboud Universiteit in Nijmegen en keerde kort voor de Surinaamse onafhankelijkheid in november 1975 terug naar Suriname. Hij was aangesloten bij de op het marxisme geschoeide Revolutionaire Volkspartij (RVP).
Hij was van 31 maart 1982 tot en met 28 februari 1983 minister van Arbeid en Sociale Zaken in het kabinet-Neijhorst. Op 11 januari 1983 ondertekende hij als plaatsvervangend minister van Buitenlandse Zaken een brief aan de Organisatie van Amerikaanse Staten (OAS) waarin hij de folteringen en erop volgende standrechtelijke executies ontkende. Deze misdaden zijn de geschiedenis ingegaan als de Decembermoorden (1982) en zijn ontkenning beschadigde zijn imago.
Aansluitend was hij tot 3 februari 1984 minister van Onderwijs en Wetenschappen in het kabinet-Alibux. Net na de executies en op het hoogtij van de militaire dictatuur had hij de moeilijke taak om het ministerie richting te geven. Omdat hij vond dat het ministerie te veel op Nederland was gericht, richtte hij een orgaan op dat democratie binnen het onderwijs moest coördineren. Hiermee wilde hij de onderwijsvernieuwing gecoördineerd vanuit het werkveld laten gebeuren. Aan de afdeling Historische en Maatschappelijke Studies gaf hij de opdracht om het geschiedenisonderwijs te vernieuwen, onderzoeken en herschrijven. Dit mislukte, ondanks dat er in die jaren enkele buitenlandse en Surinaamse historici aan verbonden waren. Tijdens zijn ministerschap in oktober 1983 kreeg de universiteit de naam Anton de Kom Universiteit van Suriname.
Van 1987 tot 1994 studeerde hij voor zijn graad in Doctor of Philosophy aan de Universidad Central de Venezuela. Sinds 1999 is hij directeur van het Caribbean Reality Studies Center in Oranjestad op Aruba.